# Fête des remparts
La Fête des remparts de Dinan est une fête médiévale ayant lieu le troisième week-end de juillet une fois tous les deux ans.
Créée en 1982, elle a connu un succès croissant au fil des années, les dernières éditions attirant environ 100 000 visiteurs.

## Historique
Le 10 octobre 1982, la Société des amis du musée et de la bibliothèque de Dinan lance la journée "Découvrons les monuments de Dinan". Le public local pénètre pour la première fois dans des tours, courtines et autres grands monuments de la ville. L’initiative est un succès et l’on décide de renouveler l’expérience.
Les années suivantes, les organisateurs décident de mettre en avant les remparts situés majoritairement dans des domaines privés. Ces édifices représentent encore aujourd'hui la première enceinte urbaine de Bretagne par son périmètre encore en place (2 648 m). Sous le nom de “Journée des Remparts”, les éditions 1983 et 1984 permettent aux Dinannais de visiter les vieux ouvrages médiévaux de la ville jusqu'alors inconnus. Le 9 octobre 1983, 15 000 personnes se pressent pour découvrir leurs remparts.
L’opération déclenche une grande campagne de sensibilisation afin de “restaurer cet ensemble extraordinaire qui a trop longtemps négligé dans son aspect intérieur”, déclara Loïc-René Vilbert, l’un des organisateurs. Dès novembre de la même année, le Sous-préfet, le Directeur régional des Affaires Culturelles, l'architecte en chef des Monuments Historiques, le chargé de mission du Conseil Général et de nombreux Dinannais sont impliqués dans une vaste opération de travaux de restauration, mise en œuvre avec la rédaction d'un Livre blanc.
L'édition du 14 octobre 1984 rassemble encore plus de personnes, et le 28 octobre de la même année, Dinan devient une des premières villes et pays d'art et d'histoire.
Devant l'ampleur de l’événement et son ambiance particulièrement festive, les organisateurs décidèrent en 1985 de donner à ces journées leur nom actuel : Fête des Remparts. Les boutiques sont décorées, les habitants costumés, toute la population se prend au jeu. La programmation s'étoffe elle aussi, d'année en année. L'édition 1986 célèbre le centième anniversaire du classement des remparts. À cette occasion, le Ministre de la Culture François Léotard vient visiter la ville.
La Fête des Remparts est annuelle jusqu'à 1992, année où a eu lieu un jumelage avec les Médiévales de Québec. Les deux fêtes ont ainsi été organisées en alternance, jusqu'en 1996. Après l'arrêt des festivités québécoises en 1995, la Fête des Remparts de Dinan continua en biennale. Lors des deux éditions de 1994 et 1996, le tournoi équestre mis en place par Gilles Raab reconstitua le célèbre combat entre Bertrand Du Guesclin, et Thomas de Cantorbery.
La fréquentation des fêtes de 1987 à 1994 est extrêmement fluctuante, même si plusieurs dizaines de milliers de personnes se rassemblent chaque année dans la cité médiévale. Les objectifs financiers sont difficilement atteints lors des dernières années, en raison d'une météo défavorable. C'est pourquoi, ayant d'abord lieu en octobre, puis en septembre, la Fête des Remparts est fixée à l'avant dernier week-end de juillet à partir de 1998.

### Thèmes
Depuis 2002, la Fête des Remparts revisite le Moyen Âge à travers des thèmes fédérateurs, ce qui permit un renouvellement complet de la programmation à chaque édition. Ces thèmes sont :
- 2002 : « Les Arts au Moyen Âge ». Cette thématique, très informelle, était un coup d'essai du comité. Devant le succès de cette édition, l'idée des thèmes est renouvelée les années suivantes.
- 2004 : « La Route de la Soie »
- 2006 : « Les Contes et légendes du Moyen Âge »
- 2008 : « Les bâtisseurs au Moyen Âge »
- 2010 : « Les peurs médiévales »
- 2012 : « Réjouissances princières et liesse populaire »
- 2014 : « Inventions et découvertes ». Création de deux jours de prélude.
- 2016 : « Vivez le Moyen-Âge corps et âme »
- 2018 : « Le Moyen-Âge, Mille ans d'Histoire »
- 2021 : « Les Remparts de l’Histoire »
- 2023 : «   » Les 40 ans de la fête des remparts
- 2025 : « Arts et Cultures – Éclats Médiévaux » 25ème édition

## Sites
La Fête des Remparts se déroule sur toute la vieille cité de Dinan. À l'intérieur de ses remparts, les rues et places sont investies par des exposants/artisans, formant un marché médiéval d'environ 150 stands.
Les plus grosses animations sont quant à elles installées sous les remparts de la Ville :  
- Square des Dinantais (situé entre la rue Thiers et la rue de la Sagesse).

Ce square comprend la tour Saint-Julien, la Tour de Lesquen et le passage Saint-Charles. Cet endroit a accueilli le tournoi équestre de 1998 à 2002.
- Les Grands Fossés (De la Porte Saint-Malo au "banc de la Critique" situé rue de la Garaye).

Ce site est divisé en deux par l'imposante Tour Beaumanoir. Parmi les événements marquants, nous pouvons citer l'assaut des remparts en 1996, et la mise en place d'une "forêt" en 2010.
- Douves du Jerzual (de la porte du même nom à la tour du Gouverneur)

Ce site est accessible par la rue du Roquet, la rue du Jerzual, et également visible du chemin de ronde. Le spectacle de fauconnerie de 2008 avait été particulièrement apprécié, ainsi que les bains installés en 2010.
- Jardin anglais (derrière la Basilique Saint-Sauveur)

Ce site, est l'endroit le plus calme et le plus intimiste. Situé derrière le chevet de la basilique Saint-Sauveur, le visiteur peut dominer la vallée de la Rance du haut de la tour Sainte-Catherine. 
- Place Duc Jean IV (sous le château-donjon)

Emplacement majestueux, situé entre le donjon et la tour de Coëtquen, il est surplombé par la porte du Guichet. Cet endroit était investi dès les premières fêtes. Depuis 2004, il accueille le tournoi équestre.

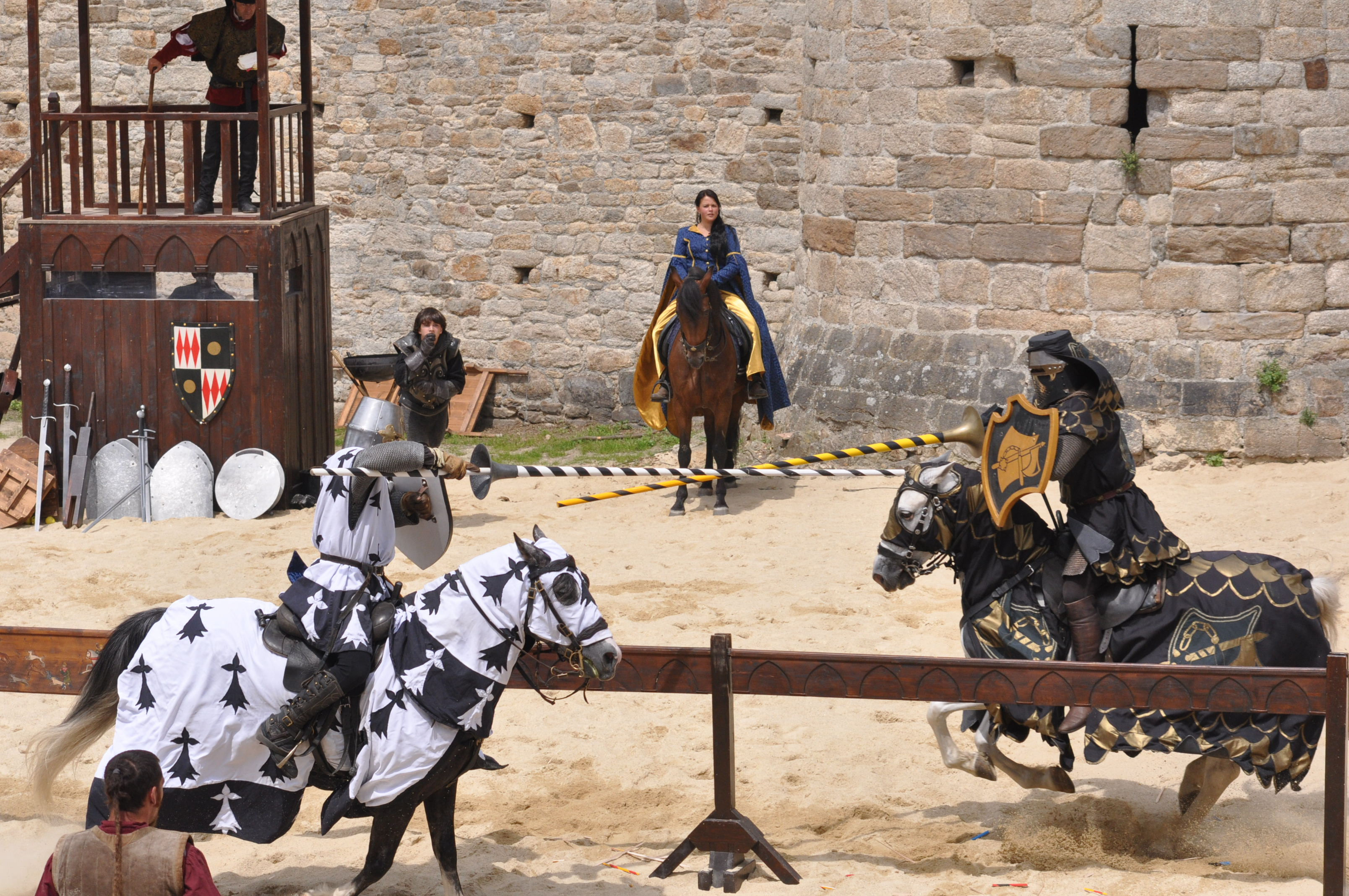
Scène du tournoi de 2012
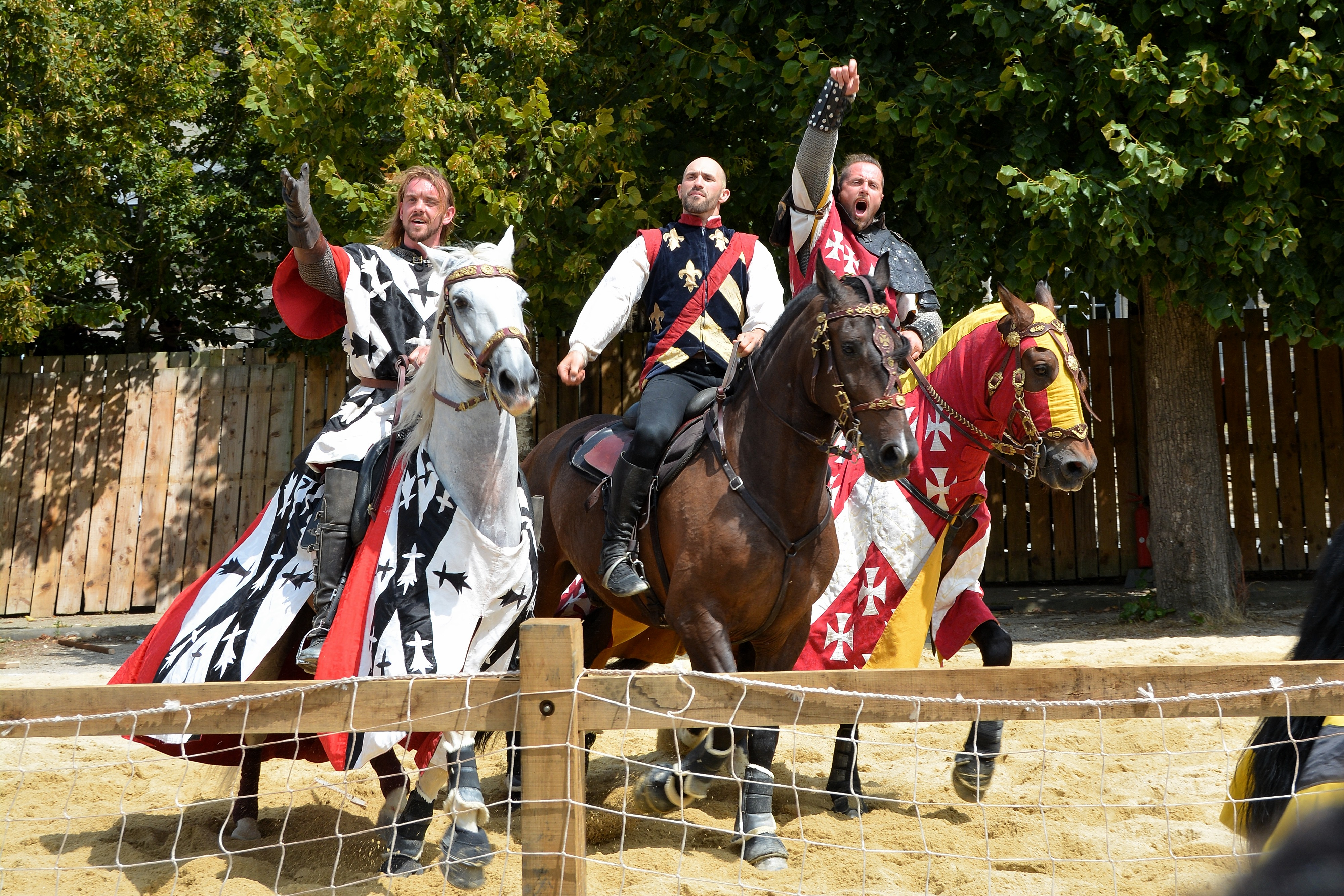
Tournoi de chevaliers 2023
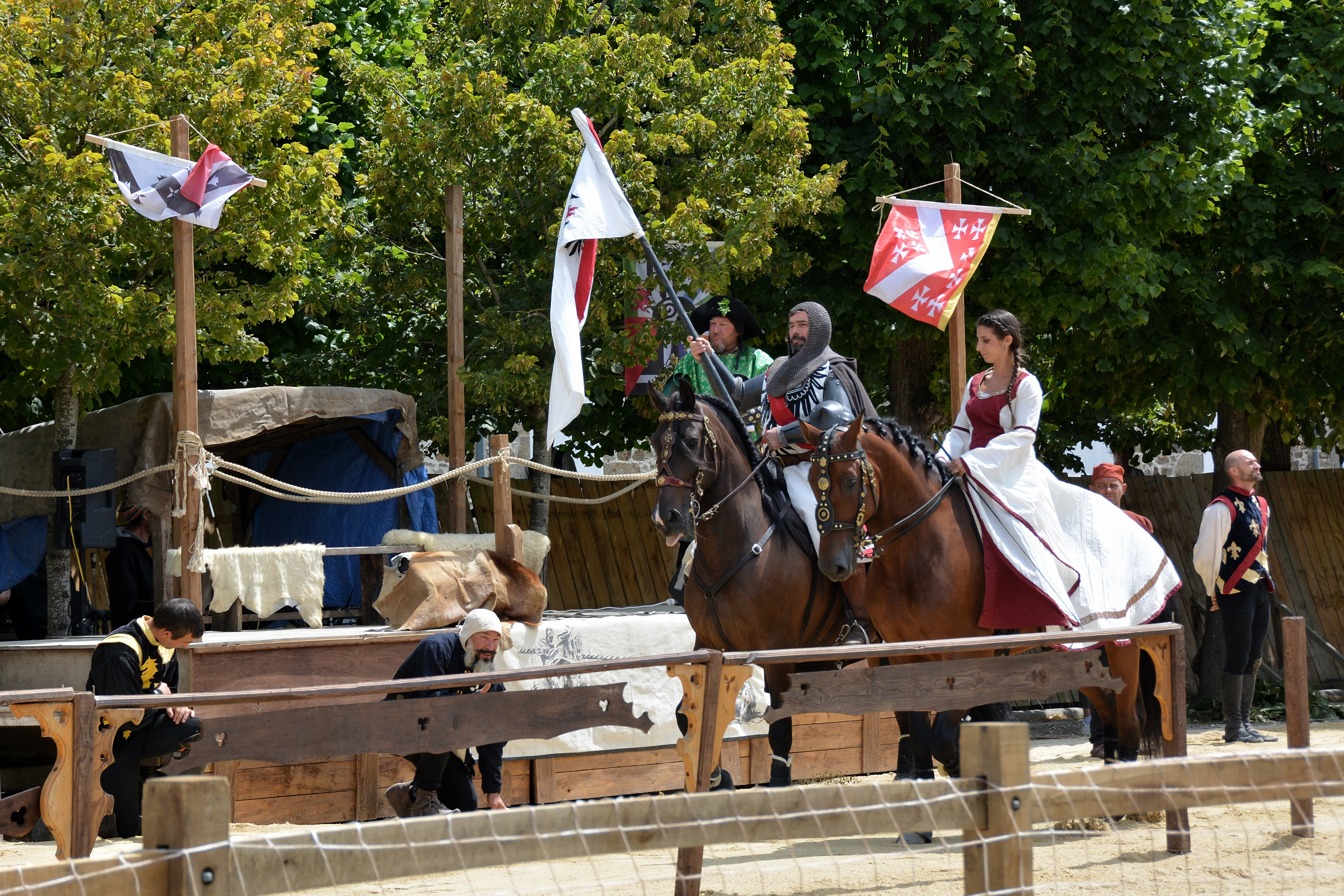
Tournoi de chevalerie 2023 Tiphaine de Raguenel et Duguesclin
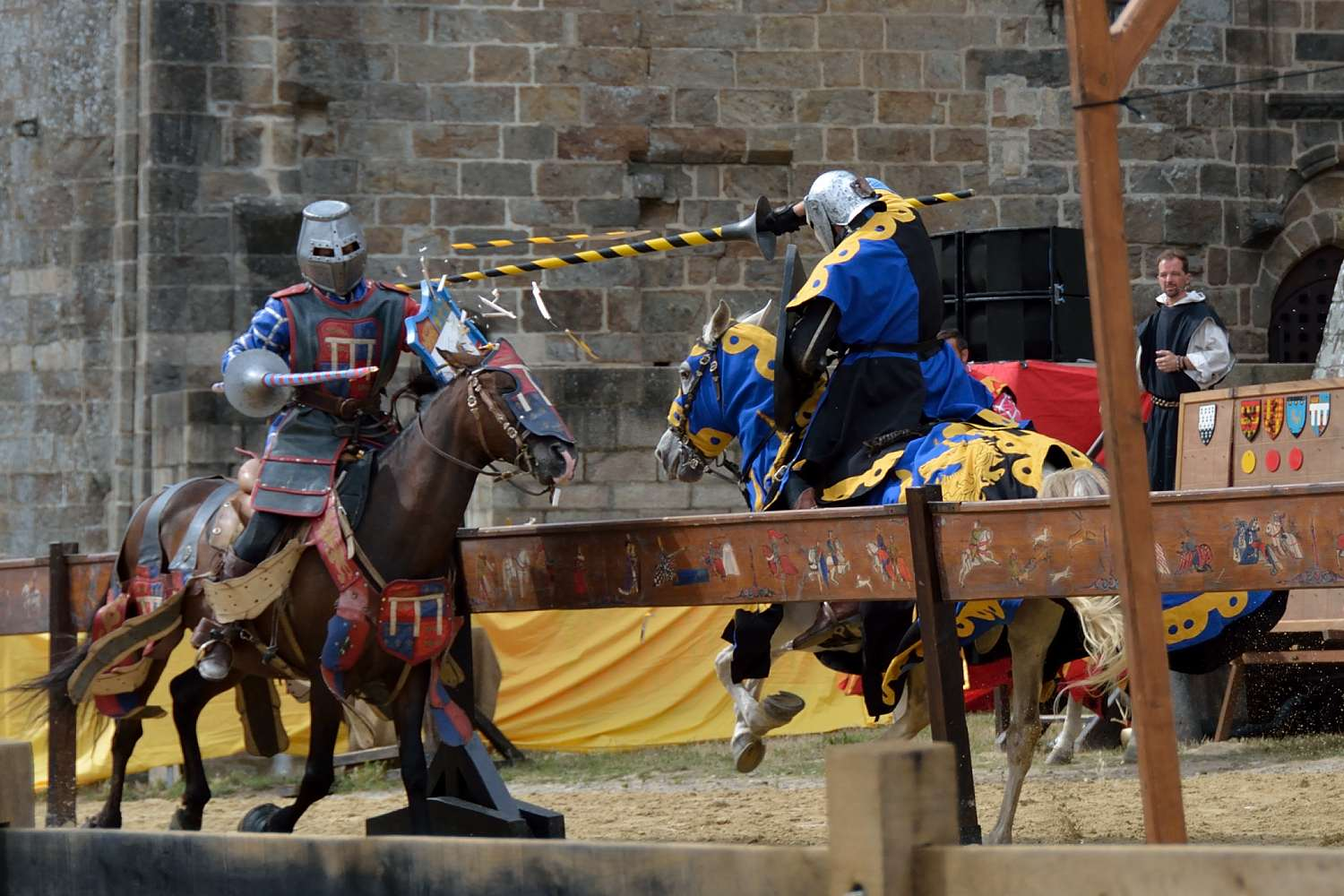
La prophétie de Tiphaine en 2025

## Les organisateurs
Le lancement de la Fête :
- 1982-1984 : la "Société des Amis du Musée et de la Bibliothèque" présidée par Loïc-René VILBERT lance l'opération.
- 1985 : l'Office du Tourisme, présidé par Jean DAMANE, s'investit dans la fête.

Les années municipales :
- 1986 : Le Comité officiel de la Fête des Remparts est créé, présidé par Jean HULAUD, adjoint au maire.
- 1987-1988 : La mairie place à la tête du comité organisateur l'un de ses adjoints, Michel HAMONIC.
- 1989-1995 : Le comité change de statut, et devient une association (loi 1901), avec un nouveau président, Patrick DIVEU, également adjoint au maire.

L'association "Fête des Remparts" :
- 1995-2003 : Rémi COULOMBEL
- 2003-2013 : Joëlle LE GUIFFANT
- 2013- 2019 : Robert BRIOT
- 2019 - : Alain Richard[3]